# Association nationale des directeurs des systèmes d'information
 (avril 2014).
Si vous disposez d'ouvrages ou d'articles de référence ou si vous connaissez des sites web de qualité traitant du thème abordé ici, merci de compléter l'article en donnant les références utiles à sa vérifiabilité et en les liant à la section « Notes et références ».
L’Association Nationale des Directeurs des Systèmes d'Information, aussi connue par l'acronyme ANDSI, est une association loi de 1901, créée en 1988 par des directeurs de systèmes d'information d'entreprise. Elle a pour but d'aider les DSI à progresser dans leur métier, de par l'accès :
- à l'expérience ;
- et aux réseaux ;

de leurs collègues.
Ces partages sont organisés soit par des conférences (sur la cybersécurité au Sénat avec Jean-Marie Bockel), à l’École Militaire sur la gestion de crise ou des diner-débats, les derniers sur le transfert d'un SI sur le Cloud ou la construction de la gouvernance data d'une entreprise.
Mais elle procède également par des Learning Expeditions organisées en cycles d'exploration, comme sur l'innovation (7 expéditions, allant de l'innovation au niveau groupe chez Lagardère, de la DSI chez Total, d'un produit à la SNCF...), le Software Asset Building (Google auprès des équipes Chrome Mobile, Toyota au siège Europe sur le Lean ou Société Générale sur l'agile)....
D'autres travaux sont menés en collaboration avec des institutions académiques, par exemple avec l'Université de Californie à Irvine sur la transformation numérique des entreprises ou avec l'OCDE sur le Big Data.
Ses travaux font l'objet de comptes rendus qui sont librement consultables sur le site de l'association www.andsi.fr
L'organisation des séances favorise la convivialité ("pas de langue de bois") entre membres, afin de faciliter l'enrichissement croisé de compétences et, point important, l'association est indépendante de tout fournisseur ou organisme. Elle est dirigée par des DSI, ou anciens DSI, et les sujets sont choisis par les membres, qui sont DSI d'entreprises allant de quelques centaines à des dizaines de milliers de personnes, représentant un large spectre de responsabilités et de sujets techniques et de management.
Dernièrement en se présentant comme Association Nationale des Dirigeants en Sciences de l'Information, l'ANDSI infléchit son intérêt vers les sujets de Data, et accueille, en plus de Directeurs des Systèmes d'Information, des Chief Data Officier, Chief Analytics Officer...